# ASK Dušan Silni Vršac
Atletski sportski klub Dušan Silni Vršac bio je srbijanski nogometni klub iz Vršca.
Osnovan je 1918. Klupske boje 1932. bile su crvena i bijela, a klupska adresa Građevinsko inžinjersko zvanje.